# World to the West
『World to the West』（ワールド・トゥ・ザ・ウェスト）は、ノルウェーのインディーゲームスタジオRain Gamesが開発したアクションアドベンチャーゲーム。タイトルは「WttW」と略記されることもある。

## 概要
4人のメインキャラクターたちが個々の能力を駆使しながらトップビューで描かれたフィールドを冒険する。物語は4人が別々の場所から旅立つオムニバス形式のように進行していくが、その物語が所々で交錯して一部のキャラクターが行動を共にし、最後には4人全員が集結するという構成で展開される。
物語の舞台となるのはRain Gamesが2013年に発売したアクションパズルゲーム『Teslagrad』からおよそ25年から30年後の世界で、作中では、成長したTeslagradの主人公やその娘であるルミナが登場する。また、Teslagradの収集アイテムである巻物に記されていたモーターランド、メスマー、アングロリアといった地名が本作で語られるほか、Teslagradに関するイラストが額縁入りの絵画として飾られている場所もある。
本作は複数のプラットフォームで配信されているが、日本のNintendo Switch版のみ日本語に対応している。

## システム
本作の物語は後述のように9つのチャプター（章）に分かれており、それぞれで操作可能なキャラクターが異なる。複数のキャラクターを操作するチャプターでは、フィールドの各所にあるトーテムポール地点で切り替えることができる。
操作キャラクターのルミナ、クナウス、テリー、クローニングトンの4人は固有の能力を持っている（後述の「操作キャラクター」の節を参照）。この能力は、最初から使えるものとゲームの進行状況に応じて使用可能になるものがある。
冒険を行うフィールドは地上と地下の二層構造になっており、所々の場所でつながっている。フィールド上には、ライフの上限を増やす設備や地域の歴史が記された収集アイテムの石版が多数配置されている。

## ストーリー
以下のチャプターは必ずしも時系列順ではなく、登場人物たちの物語が同時並行的に展開される。
チャプター：I お父さんを追って (Chasing Father)
操作キャラクター：ルミナ
父とともに遺跡の塔の調査に来ていた少女ルミナは、父が塔の内部に入る姿を見て後を追った。結局父の行方は分からなかったが、奥のほうで転送装置のある大部屋に辿り着いた。その装置はロックされており起動のために試行錯誤していたルミナだったが、上に乗ったところ突然装置が作動し、そのまま見知らぬ土地へ転移してしまう。ルミナは、元の場所へ戻る方法を調べるため周囲の探索を開始した。
チャプター：II 少年とショベル (A kid and his shovel)
操作キャラクター：クナウス
とある洞窟の中で、多くの子供たちが生活していた。彼らはラトリッヒという年長の少年により遠方の国からロケットで連れてこられた孤児で、今いる場所が月であると教えられ「月鉱石」を採掘する作業を強いられていた。そうした中、孤児の少年・クナウスはここが月ではないとの疑念を持ちラトリッヒに作業の中止を直訴するが、ラトリッヒは自らが慕うタイクーンという名の人物を引き合いに出して一蹴した挙句、クナウスをその場から追放してしまう。クナウスは真実を突き止めることを約束し、仲間たちのもとから旅立った。
チャプター：III 悩殺冒険家 (Mesmerizing Mercenary)
操作キャラクター：テリー、クナウス
女性冒険家のテリーは、港町カルテ・ブランシェにある貴族たちの組織「富裕協会」の屋敷を訪れ、その長であるタイクーンと対面した。そこでとある遺物の探索を依頼されたテリーは町の北西の遺跡へ向かったが、その途上にある神殿に立ち寄ったところ、内部でクナウスと謎の老婆テノックが話し込んでいる場面に遭遇した。テリーを見たテノックは、この先、四人の仲間が神殿に集まるとの予言を口にし、クナウスとの二人旅を促した。神殿を後にしたテリーはクナウスの協力を得て遺跡に到着、一方テリーと別れたクナウスはテノックから指示されていた西方地域の場所へ向かった。
チャプター：IV タリー・ホー！ (Tally Ho!)
操作キャラクター：クローニングトン
はるか東の国の領主クローニングトンと研究者のハイポダーミアが、船で海を渡り西の大陸へやってきた。カルテ・ブランシェの港に船を着けたクローニングトンは富裕協会の屋敷を訪れる予定だったが、その前にこの地の強力な怪物を倒して協会の会員に見せ付けることを決め、ハイポダーミアも地域の研究を兼ねて同行することになった。こうしてクローニングトンが町の周辺を探索していたところ、森林地帯の奥でテノックの神殿を発見した。
チャプター：V 領主とフェレット (The Lord and The Ferret)
操作キャラクター：クローニングトン、ルミナ、テリー
クローニングトン、そして神殿に突如現れたルミナは、テノックから示された目的の場所へ向けてそれぞれ旅立った。クローニングトンは神殿北部の洞窟で巨大な怪物を発見しこれを撃破、一方のルミナは町の北西の遺跡で帰郷に必要な物が入っているという宝箱を発見したが、その中身は空っぽだった。その後ルミナはテノックから聞いた手掛かりを元に町の富裕協会の屋敷を訪れたが、内部のある部屋の床下から人の声を耳にする。ルミナが下へ降りるとそこは地下牢で、目の前にはタイクーンの罠により囚われの身となったテリーがいた。
チャプター：VI 追跡 (The Chase)
操作キャラクター：テリー、ルミナ
テリーとルミナはタイクーンの行方を捜すため、テリーの友人が操縦する飛行船に乗り町の西方にある砂漠地帯へ向かった。地上へ降り立った二人が歩みを進めていると、砂漠の北部に広がる雪原地帯で遺跡を発見し、内部の探索を行うことになった。そうした中、遺跡の奥へ進んだルミナの目の前に突然、飛行装置を身につけた謎の女が現れた。女は、この遺跡にあったはずの遺物を所持していた。
チャプター：VII 強さの証 (Proof of Strength)
操作キャラクター：クローニングトン
クローニングトンは自らが倒した巨大な獲物を町の富裕協会の屋敷まで運び込み、会員の貴族たちに見せ付けた。その後、これを快く思わず戦いを挑んできた会員を次々と返り討ちにしたクローニングトンはふと、協会の長であるタイクーンがいないことに気がついた。周囲の会員からタイクーンがサーカスの施設へ遠出しているとの情報を聞いたクローニングトンは、施設がある南方へ向かった。
チャプター：VIII 月への帰還 (Return to the Moon)
操作キャラクター：クナウス
クナウスは西方地域への長旅を終え神殿に戻った。旅する中でこの世界が月ではないと確信したクナウスは神殿でテノックとクローニングトンから助言を受け、労働を強いられている仲間を救うため採掘場へ向かった。するとそこには、機械兵器に乗って子供たちを脅すラトリッヒの姿があった。
チャプター：IX 大冒険！ (The Great Adventure)
操作キャラクター：ルミナ、クナウス、テリー、クローニングトン
テノックの予言通り、ルミナ、クナウス、テリー、クローニングトンの四人が神殿で一堂に会した。テノックは四人に対し、かつて神殿に隠されていた天候操縦装置をタイクーンにより奪われた出来事について語った。装置の起動には三つのコントロールコアが必要で、それらは各地に分けて保管されていたが、うち一つは雪原の遺跡で謎の女が持ち去ったものだった。残り二つのコアをタイクーンの手に渡らせないため、四人は広大な世界を冒険することになった。

## 登場人物

### 操作キャラクター
各キャラクターが持つ能力についても併記する。
ルミナ (Lumina)
青色のフードとドレスを身につけた少女。エレクトロピア（Elektropia）出身で、不思議な力を操る能力者「テスラマンサー」の一人。クローニングトンからは何故か「フェレット」と呼ばれている。
- 瞬間移動 - 数歩分先の場所に瞬間移動できる。鉄格子や敵をすり抜けることもできる。
- 浮遊装置の起動 - フィールド上の各所にある装置を起動し宙に浮くことができる。この装置はルミナ以外は使用できない。
- テスラスタッフ - 電気の力を持つ杖を用いて、打撃攻撃や電気に反応する仕掛けの作動を行う。
- ボールライトニング - 電気の塊を前方に発射する。この塊は障害物に当たると反射する。後に、飛ばした塊の位置まで瞬間移動する効果や岩を破壊できる効果が加わる。

クナウス (Knaus)
緑色の帽子をかぶった少年。モーターランド（Motorland）出身の孤児。テノックから言われた「勇気のある少年」という言葉を度々口にし自らを奮い立たせる。
- 穴をくぐる - 壁などにあいた小さな穴をくぐることができる。
- ショベル - 地面の柔らかい部分で穴を掘って中に入り地中を移動できる。また、敵を殴ると気絶させることができる。
- スケート靴 - 地上や水上で氷を張りながら滑って移動できる。
- ダイナマイト - ダイナマイトを用いて岩などを破壊できる。敵への攻撃も可能。
- ダイナマイトホームラン - ダイナマイトをショベルで飛ばし、遠くで爆発させることができる。

テリー (Teri)
首元に青いスカーフを巻いた女性。メスマー（Mesmer）出身の冒険家。カルテ・ブランシェの町では住民を手助けするなどし、顔が知られている。
- ダッシュ - 走ってすばやく移動できる。
- スカーフ - スカーフを敵に当てて気絶させることができるほか、地面から突き出た杭に巻きつけて穴などを飛び越えることもできる。
- 洗脳マスク - このマスクをつけて敵にスカーフと当てると敵を操れるようになり、それぞれの敵特有の能力を使用できる。
- モンスターバッグ - 洗脳した一部の敵を捕獲し任意の場所で放つことができる。

クローニングトン (Clonington)
上半身裸でサスペンダー付のズボンを履いた大男。アングロリア（Angloria）出身で、一地域の領主。豪快な性格で腕力に絶対的な自信を持っており、問題に直面すると真っ先に力で解決しようとする。
- パンチ - 拳で殴って敵を攻撃する。鎖が巻かれた扉を破壊することもできる。
- 両手叩き付け - 両手を同時に振り下ろして地面に叩き付け、目の前の敵にダメージと気絶の効果を与える。
- ブルラッシュ - 力を溜めた後に突進する。このとき体当たりで一部の敵を倒せるほか、少しの隙間を飛び越えることもできる。
- エルボードロップ - ブルラッシュの最中に横向きにジャンプして体の側面を地面に叩き付け、上記の両手叩き付けの効果を周囲の敵に与える。
- 登る - 段差を登ることができる。ゲームが進行するとより高い段差を登れるようになる。
- 岩砕き - 力を溜めたパンチなどの体術によりフィールド上の岩を破壊できる。

### その他のキャラクター
テノック (Tenoc)
神殿で暮らしている予言者の老婆。ルミナ、クナウス、テリー、クローニングトンの4人に対し、折に触れて助言を行う。
ハイポダーミア (Hypodermia)
クローニングトンと共に大陸へやってきた研究者。左目部分に機械的な眼帯を装着している。クローニングトンの突飛な言動に呆れつつも助言をし、一方で本国の女王からの依頼をこなす。
ラトリッヒ (Ratrich)
タイクーンの部下。孤児たちを騙して採掘場で働かせ、タイクーンの威を借り脅し続けている。
戦闘時にラトリッヒが操縦する機械には、弾を連射する銃口や土中を進むミサイル、クナウスが仕掛けたダイナマイトを吸い込み発射し返す装置を搭載している。
アナスタシア (Anastasia)
タイクーンに依頼され遺物の探索を行う、飛行装置を装備した謎の女。テスラマンサーに対して強い恨みを抱いており、ルミナの前に度々現れ勝負を挑む。
戦闘では飛行しながらルミナに向けて突進し、ダメージを受けるとその場から消えて上方から大量の岩石を落とす。
タイクーン (Tychoon)
貴族たちが集う「富裕協会」の会長。一方で、実業家として故郷のモーターランドの孤児たちを労働力に使う闇の一面も持つ。天候操縦装置を神殿から奪い私欲のために利用しようと画策する。
戦闘は操作キャラクターごとに一対一で行い、肉弾戦や機械兵器による攻撃を仕掛ける。

## 受賞・ノミネート
- Spillprisen 2017 「Best Audio」「Best Visuals」「Best Game Design」「Best Fun to Everyone」受賞、「Game of the Year」ノミネート[2][3]
- 2018 Nordic Game Awards 「Best Game Design」ノミネート[4]

## エピソード
- Rain Gamesの2013年発売の処女作『Teslagrad』以前に開発されていた未発売タイトル『Minute Mayhem』には、テリー、クローニングトン、ハイポダーミアの原型となるキャラクターが登場予定だった。また、エレクトロピア、モーターランド、メスマー、アングロリアという地名もこの作品内で登場している[5]。
- 本作のゲーム内では、本作の音楽を手掛けた「Bear & Cat Music Production」のメンバーをモチーフにした2人のキャラクターが登場する[6]。
- 本作の後に発売され世界観を共有しているゲーム『Mesmer』はテリーが主人公で、母国のメスマーで王に不満を抱く市民を導いて革命を起こす役を担う[7]。
- 『Teslagrad』の続編『Teslagrad 2』ではルミナが主人公で、本作の冒険を終えて故郷へ帰るまでの出来事が描かれている[8]。